# Sandigliano
Sandigliano là một đô thị ở tỉnh Biella vùng Piedmont của nước Ý, có vị trí cách khoảng 50 km về phía đông bắc của of Torino và khoảng 8 km về phía tây nam của of Biella. Tại thời điểm ngày 31 tháng 12 năm 2004, đô thị này có dân số 2.834 người và diện tích là 10,2 km².
Sandigliano giáp các đô thị: Borriana, Cerrione, Gaglianico, Ponderano, Verrone.